# Assan Ceesay
Assan Ceesay (ur. 17 marca 1994 w Bandżulu) – gambijski piłkarz grający na pozycji napastnika w Damac FC oraz reprezentacji Gambii.

## Kariera
Ceesay rozpoczynał karierę w gambijskim klubie Gamtel FC. Następnie grał w Senegalu, w Casa Sports i ASC Niarry Tally. W 2016 roku wyjechał do Szwajcarii. Przez dwa lata występował w FC Lugano. Z klubu był wypożyczony do FC Chiasso. Od 2018 do 2022 był piłkarzem FC Zürich. W 2020 trafił na półroczne wypożyczenie do VfL Osnabrück. W 2022 przeszedł do US Lecce.
Zanim zadebiutował w dorosłej kadrze grał w sekcjach U-17, U-20 i U-23. W seniorskiej reprezentacji Gambii zadebiutował 7 września 2013 w starciu z Tanzanią. Pierwszą bramkę zdobył 23 marca 2018 w meczu z Republiką Środkowoafrykańską.